# 이시도촌 (사이타마현)
이시도촌(石戸村)은 사이타마현 기타아다치군에 있던 촌이다. 현재의 기타모토시 서부에 해당한다. 1943년에 나카마루촌과 합병해 기타모토촌이 성립하여 폐지되었다

## 역사
- 1889년 4월 1일 - 정촌제 시행에 수반해 기타아다치군 이시도촌이 성립하였다.
- 1943년 2월 11일 - 나카마루촌과 합병해, 기타모토촌이 되었다